# Istituto Massimiliano Massimo
L'Istituto Massimiliano Massimo è una scuola paritaria cattolica della Compagnia di Gesù, sita a Roma, che si ispira ai principi pedagogici di Ignazio di Loyola.

## Storia
Le origini dell'Istituto risalgono al lontano 1551, quando Ignazio di Loyola istituì una piccola scuola aperta a tutti: la Scuola di grammatica, di umanità e di dottrina cristiana in via Nuova Capitolina, in seguito via dell'Aracoeli.
Il 28 ottobre 1584, papa Gregorio XIII fece costruire un istituto di dimensioni maggiori, ossia il Collegio Romano. In tale istituto fu scritta nel 1599 con la collaborazione di altri collegi della Compagnia di Gesù, la Ratio Studiorum. I Gesuiti diressero il Collegio Romano fino al 1773, anno in cui la Compagnia di Gesù fu soppressa, per farvi ritorno nel 1814, quando l'Ordine fu restaurato ad opera di papa Pio VII.
Nel 1870, il Governo italiano confiscò l'edificio, destinandolo a sede del liceo classico Ennio Quirino Visconti. Conseguentemente i suoi docenti e studenti dovettero così trasferirsi nel vicino palazzo Borromeo, finché non venne edificata la Pontificia università gregoriana. Tuttavia, nel 1873, padre Massimiliano Massimo, a cui è intitolato l'ente, ereditò Palazzo Peretti e, nel 1879, lo mise a disposizione dell'Ordine per rifondare la scuola. Nel 1960, a causa dell'aumento della popolazione scolastica, l'Istituto fu trasferito presso l'EUR; la nuova sede fu ufficialmente inaugurata l'8 dicembre 1960. Nel 1973 l'istituto ammette la prima studentessa e dal 1987 tutte le classi furono miste.

## Struttura
Nell'atrio del Massimo sono custoditi, all'interno di teche climatizzate, due antichi mappamondi in legno del 1600. Nel foyer dell'auditorium sono conservati alcuni affreschi provenienti dall'Istituto Massimo alle Terme che rappresentano diverse riforme urbanistiche e lo stemma della famiglia Massimo. Nel corridoio che conduce ai licei è stato allestito un museo di minerali, antichi attrezzi scientifici tra cui alcune riproduzioni di attrezzi del padre gesuita Angelo Secchi e una sorta di wunderkammer che conserva reperti antichi.È inoltre presente un grande auditorio/teatro e nel 2024 è stato inaugurato il Palamassimo, struttura sportiva polifunzionale.

## Lega missionaria studenti
L'istituto ospitava la sede della Lega missionaria studenti, poi collocata presso la chiesa di San Ignazio a Roma, movimento ignaziano che si occupa della formazione spirituale degli alunni delle scuole superiori, organizzando incontri e campi di volontariato.